# Empidonax difficilis
El mosquero del Pacífico (Empidonax difficilis), también denominado mosquerito occidental, mosquero californiano, mosquero occidental, mosqueta occidental o papamoscas amarillo del Pacífico, es una especie de ave paseriforme de la familia Tyrannidae, perteneciente al numeroso género Empidonax. Es un ave migratoria que cría en regiones costeras del occidente de América del Norte y migra al litoral del Pacífico de México en los inviernos boreales.

## Distribución y hábitat
El área de nidificación de esta especie se extiende desde el extremo sur de Alaska, por la costa occidental de Canadá hasta el sur de la Columbia Británica y al este hasta el extremo sureste de Alberta; en Estados Unidos también por una faja costera desde Washington al sur hasta el sur de California, excepto en el extremo noroeste donde se extiende hasta el extremo noroeste de Montana. Existe una población disjunta en el norte de Baja California , en México. En los inviernos migra hacia el sur donde pasa la temporada no reproductiva en el litoral occidental de México, desde el sur de Baja California y suroeste de Sonora, hasta Oaxaca.
El hábitat de cría consiste de bosques húmedos de coníferas (principalmente costeros), bosques de pino-roble (Pinus-Quercus), y crecimientos secundarios densos; asociados con cursos de agua, quebradas, sombra y espacio para volar debajo del dosel. Desde el nivel del mar hasta los 1500 m de altitud.
En los inviernos migran para ambientes como bosques montanos húmedos, bosques en galería, bosques tropicales caducifolios y bosques húmedos tropicales de baja altitud.

## Sistemática

### Descripción original
La especie E. difficilis fue descrita por primera vez por el ornitólogo estadounidense Spencer Fullerton Baird en 1858 bajo el mismo nombre científico; su localidad tipo es: «costa oeste de Estados Unidos, Fort Steilacoom, Shoalwater Bay, Washington, Fort Tejon, California; restringido posteriormente para Fort Steilacoom, Washington».

### Etimología
El nombre genérico masculino «Empidonax» se compone de las palabras del griego «empis, empidos» que significa ‘mosquito’, ‘jején’, y «anax, anaktos» que significa ‘señor’; y el nombre de la especie «difficilis», en latín significa ‘difícil’, ‘dificultoso’.

### Taxonomía
Las diferencias morfológicas entre las subespecies son mínimas.

### Subespecies
Según las clasificaciones del Congreso Ornitológico Internacional (IOC) y Clements Checklist/eBird se reconocen tres subespecies, con su correspondiente distribución geográfica:
- Empidonax difficilis difficilis Baird, 1858 – sureste de Alaska al sur de California (generalmente a oeste de la Sierra Nevada) y extremo noroeste de México (norte de Baja California); en los inviernos al oeste de México (sur de Baja California, y desde Sinaloa hasta Oaxaca).
- Empidonax difficilis insulicola Oberholser, 1897 – islas del Canal litoral sur de California; se desconoce el lugar de invernada.
- Empidonax difficilis cineritius Brewster, 1888 – Sierra de la Laguna, en el distrito de  Los Cabos (sur de Baja California).